# Onthophagus andonarensis
Onthophagus andonarensis là một loài bọ cánh cứng trong họ Bọ hung (Scarabaeidae).